# 4-я гвардейская механизированная бригада
4-я гвардейская механизированная Бериславская  Краснознамённая, ордена Кутузова бригада — гвардейская механизированная бригада Красной армии в годы Великой Отечественной войны.
Сокращённое наименование — 4 гв. мехбр.

## Формирование
4-я гвардейская механизированная бригада переформирована из 62-го гв. стрелкового полка 22-й гв. стрелковой дивизии на основании Приказа НКО № 00220 от 22.10.1942 г. и Директивы Зам. НКО № Орг/2/2510 от 24.10.1942 г. Переформирование происходило в период с 15 ноября по 5 декабря 1942 г. в г. Моршанск.
23-й гв. танковый полк был сформирован из 217-й танковой бригады, а мотострелковые части - на базе 62-го гвардейского стрелкового полка.

## Боевой и численный состав
Бригада сформирована по штату № 010/551:
- Управление бригады
- 23-й гвардейский танковый полк
- мотострелковый батальон
- мотострелковый батальон
- мотострелковый батальон
- минометный батальон
- разведывательная рота
- зенитный артиллерийский дивизион
- противотанковый дивизион
- санитарный взвод

Директивой НКО № 1125236 от 21.03.1943 переведена на штаты №№ 010/420 - 010/431, 010/451, 010/465:
- Управление бригады (штат № 010/420)
- 1-й мотострелковый батальон (штат № 010/421)
- 2-й мотострелковый батальон (штат № 010/421)
- 3-й мотострелковый батальон (штат № 010/421)
- Минометный батальон (штат № 010/422)
- Артиллерийский дивизион (штат № 010/423)
- Рота ПТР (штат № 010/424)
- Рота автоматчиков (штат № 010/425)
- Разведывательная рота (штат № 010/426)
- Рота управления (штат № 010/427)
- Рота техобеспечения (штат № 010/428)
- Инженерно-минная рота (штат № 010/429)
- Автомобильная рота (штат № 010/430)
- Медико-санитарный взвод (штат № 010/431)
- Зенитно-пулеметная рота (штат № 010/451)
- 23-й гвардейский танковый полк (штат № № 010/465)

## Подчинение
| Подчинение     | Подчинение            | Подчинение                     | Подчинение                              | Подчинение |
| Дата           | Фронт (военный округ) | Армия                          | Корпус                                  | Примечания |
| -------------- | --------------------- | ------------------------------ | --------------------------------------- | ---------- |
| 1.12.1942 года | Резерв Ставки ВГК     | 2-я гвардейская армия          | 2-й гвардейский механизированный корпус | -          |
| 1.01.1943 года | Южный фронт           | 2-я гвардейская армия          | 2-й гвардейский механизированный корпус | -          |
| 1.02.1943 года | Южный фронт           | 2-я гвардейская армия          | 2-й гвардейский механизированный корпус | -          |
| 1.03.1943 года | Южный фронт           | -                              | 2-й гвардейский механизированный корпус | -          |
| 1.04.1943 года | Южный фронт           | 2-я гвардейская армия          | 2-й гвардейский механизированный корпус | -          |
| 1.05.1943 года | Южный фронт           | 2-я гвардейская армия          | 2-й гвардейский механизированный корпус | -          |
| 1.06.1943 года | Южный фронт           | 2-я гвардейская армия          | 2-й гвардейский механизированный корпус | -          |
| 1.07.1943 года | Южный фронт           | 2-я гвардейская армия          | 2-й гвардейский механизированный корпус | -          |
| 1.08.1943 года | Южный фронт           | 2-я гвардейская армия          | 2-й гвардейский механизированный корпус | -          |
| 1.09.1943 года | Южный фронт           | 2-я гвардейская армия          | 2-й гвардейский механизированный корпус | -          |
| 1.10.1943 года | Южный фронт           | 2-я гвардейская армия          | 2-й гвардейский механизированный корпус | -          |
| 1.11.1943 года | 4-й Украинский фронт  | 2-я гвардейская армия          | 2-й гвардейский механизированный корпус | -          |
| 1.12.1943 года | 4-й Украинский фронт  | 2-я гвардейская армия          | 2-й гвардейский механизированный корпус | -          |
| 1.01.1944 года | 4-й Украинский фронт  | -                              | 2-й гвардейский механизированный корпус | -          |
| 1.02.1944 года | 4-й Украинский фронт  | -                              | 2-й гвардейский механизированный корпус | -          |
| 1.03.1944 года | 3-й Украинский фронт  | -                              | 2-й гвардейский механизированный корпус | -          |
| 1.04.1944 года | 3-й Украинский фронт  | -                              | 2-й гвардейский механизированный корпус | -          |
| 1.05.1944 года | 3-й Украинский фронт  | -                              | 2-й гвардейский механизированный корпус | -          |
| 1.06.1944 года | Резерв Ставки ВГК     | -                              | 2-й гвардейский механизированный корпус | -          |
| 1.07.1944 года | Резерв Ставки ВГК     | -                              | 2-й гвардейский механизированный корпус | -          |
| 1.08.1944 года | Резерв Ставки ВГК     | -                              | 2-й гвардейский механизированный корпус | -          |
| 1.09.1944 года | Резерв Ставки ВГК     | -                              | 2-й гвардейский механизированный корпус | -          |
| 1.10.1944 года | 2-й Украинский фронт  | -                              | 2-й гвардейский механизированный корпус | -          |
| 1.11.1944 года | 2-й Украинский фронт  | -                              | 2-й гвардейский механизированный корпус | -          |
| 1.12.1944 года | 2-й Украинский фронт  | 46-я армия                     | 2-й гвардейский механизированный корпус | -          |
| 1.01.1945 года | 3-й Украинский фронт  | -                              | 2-й гвардейский механизированный корпус | -          |
| 1.02.1945 года | 3-й Украинский фронт  | -                              | 2-й гвардейский механизированный корпус | -          |
| 1.03.1945 года | 2-й Украинский фронт  | 46-я армия                     | 2-й гвардейский механизированный корпус | -          |
| 1.04.1945 года | 2-й Украинский фронт  | 46-я армия                     | 2-й гвардейский механизированный корпус | -          |
| 1.05.1945 года | 2-й Украинский фронт  | 6-я гвардейская танковая армия | 2-й гвардейский механизированный корпус | -          |

## Командование бригады

### Командиры бригады
- Харазия Хасан Лагусанович, подполковник; 18.11.1942 - 26.12.1942г; (26.12.1942 ранен и эвакуирован в тыл)[2]
- Керлин Яков Менделевич, майор; врид 11.01.1943 - 18.02.1943 г; (18.02.1943 умер от ран)[3]
- Маршков Иван Никифорович, майор; врид; 18.02.1943 - 17.03.1943 г.[4]
- Муратов Анатолий Олегович, подполковник; врид; 17.03.1943 - 00.09.1943 г.[5]
- Епанчин Александр Дмитриевич , майор, подполковник; 21.08.1943 - 00.11.1943 г.
- Лященко Михаил Иванович, полковник; ид;  11.11.1943 - 27.05.1944 г.
- Лященко Михаил Иванович, полковник; 27.05.1944 - 00.03.1945 (в марте 1945 ранен).
- Кириллов Александр Николаевич, подполковник; врид; 00.03.1945 - 00.04.1945 г.
- Лященко Михаил Иванович, полковник; 00.04.1945 - 00.06.194 5г.

### Заместители командира бригады по строевой части
- Муратов Анатолий Олегович, подполковник; 17.03.1943 - 11.11.1943 г.
- Хохлов Василий Николаевич, подполковник; на 03.1944 г.[6]

### Заместители командира бригады по политической части
- Тихонов Андрей Дмитриевич, майор; на 02.1943 года.

### Начальники штаба бригады
- Тимошенко Яков Иванович, капитан; 6.11.1942 - 06.01.1943 г.[7]
- Поликарпов Олег Фёдорович, майор; 06.01.1943 - 01.02.1943 г.[8]
- Маршков Иван Никифорович, капитан, майор; 01.02.1943 - 17.03.1943 г.
- Хохлов Василий Николаевич, майор; 17.03.1943 - 05.11.1944; (05.11.1944 тяжело ранен).
- Попов-Введенский Владимир Николаевич, подполковник; 26.11.1944 - 04.05.1945 г.
- Соколов Николай Сергеевич, майор; 04.05.1945 - 10.06.1945[9]

## Отличившиеся воины
| Награда | Ф. И. О.                         | Должность                                                               | Звание                    | Дата награждения    | Примечания                      |
| ------- | -------------------------------- | ----------------------------------------------------------------------- | ------------------------- | ------------------- | ------------------------------- |
|         | Гридин, Вениамин Захарович       | командир 1-го мотострелкового батальона                                 | гвардии старший лейтенант | 3 июня 1944 года    |                                 |
|         | Краснокутский, Алексей Андреевич | командир стрелкового отделения 2-го мотострелкового батальона           | гвардии старшина          | 15 мая 1946 года    |                                 |
|         | Пинчук, Тимофей Зиновьевич       | заместитель командира 23-го гвардейского танкового полка                | гвардии подполковник      | 15 мая 1946 года    | Погиб в бою 25 апреля 1945 года |
|         | Полещиков, Николай Иванович      | командир отделения сапёрного взвода                                     | красноармеец              | 3 июня 1944 года    | умер от ран 13 ноября 1944 года |
|         | Суханов, Виталий Фёдорович       | командир взвода бронетранспортёров разведроты                           | гвардии старший лейтенант | 15 мая 1946 года    |                                 |
|         | Тарасов, Евгений Петрович        | командир взвода разведки танков Т-34 23-го гвардейского танкового полка | гвардии старший лейтенант | 15 мая 1946 года    | Погиб в бою 24 марта 1945 года  |
|         | Тимошенко, Фёдор Акимович        | командир танкового взвода Т-34 23-го гвардейского танкового полка       | гвардии старший лейтенант | 15 мая 1946 года    | Погиб в бою 20 марта 1945 года  |
|         | Шляков, Иван Дмитриевич          | командир танкового взвода Т-34 23-го гвардейского танкового полка       | гвардии лейтенант         | 28 апреля 1945 года | Погиб в бою 5 января 1945 года  |

## Награды и почётные наименования
| Награда (наименование)               | Дата награждения                                                                          | За что получена |
| ------------------------------------ | ----------------------------------------------------------------------------------------- | --- |
| Почётное звание «Гвардейская»        | присвоено приказом Народного комиссара обороны СССР № 00220 от 22 октября 1942 года       | |
| Почётное наименование «Бериславская» | присвоено приказом Верховного главнокомандующего № 067 от 23 марта 1944 года              | В ознаменование одержанной победы и отличие в боях при освобождении города Берислав                                                                     |
| Орден Красного Знамени               | награждена указом Президиума Верховного Совета СССР от 01 апреля 1944 года                | За образцовое выполнение заданий командования в боях при освобождении города Николаева и проявленные при этом доблесть и мужество                       |
| Орден Кутузова II степени            | награждена указом награждена указом Президиума Верховного Совета СССР от 05 мая 1945 года | За образцовое выполнение заданий командования в боях с немецкими захватчиками при овладении городом Будапешт и проявленные при этом доблесть и мужество |